# Emma Bading
Emma Bading (Monheim am Rhein, 12 de março de 1998) é uma atriz alemã. Ela foi indicada ao Emmy Internacional de melhor atriz por seu papel no telefilme Play.

## Carreira
Bading nasceu em Monheim am Rhein. Seus pais são os atores Thomas Bading e Claudia Geisler-Bading. Aos 13 anos, ela fez sua estréia no filme Meia sombra (2013) rodado no sul da França, e dirigido por Nicolas Wackerbarth.
Emma foi vista na televisão em 2014 como Nele no telefilme Weiter als der Ozean de Isabel Kleefeld trasmintido pelo canal ARD. No mesmo ano interpretou o papel da adolescente rebelde Sophie Thiel na série Baltic Crimes. Em 2014, ela fez outro filme, Die Kleinen und die Bösen, que estreou no Festival de Cinema de Munique em 27 de junho de 2015. Dirigido por Markus Sehr, ela desempenhou um dos papéis principais ao lado de Christoph Maria Herbst e Peter Kurth. 
No telefilme Play, que estreou no Das Erste em setembro de 2019, Emma interpreta uma viciada em jogos que está completamente imersa em um mundo de fantasia virtual. Por sua performance, ela recebeu o Hessian TV Award de Melhor Atriz e foi indicada ao Emmy Internacional e o Romy Awards de atriz revelação. 

## Prêmios e indicações
Emmy Internacional 2020
1. Melhor Atriz por Play.

Hessian TV Award 2019
1. Melhor Atriz por Play.

Prêmio de Cinema Alemão 2018

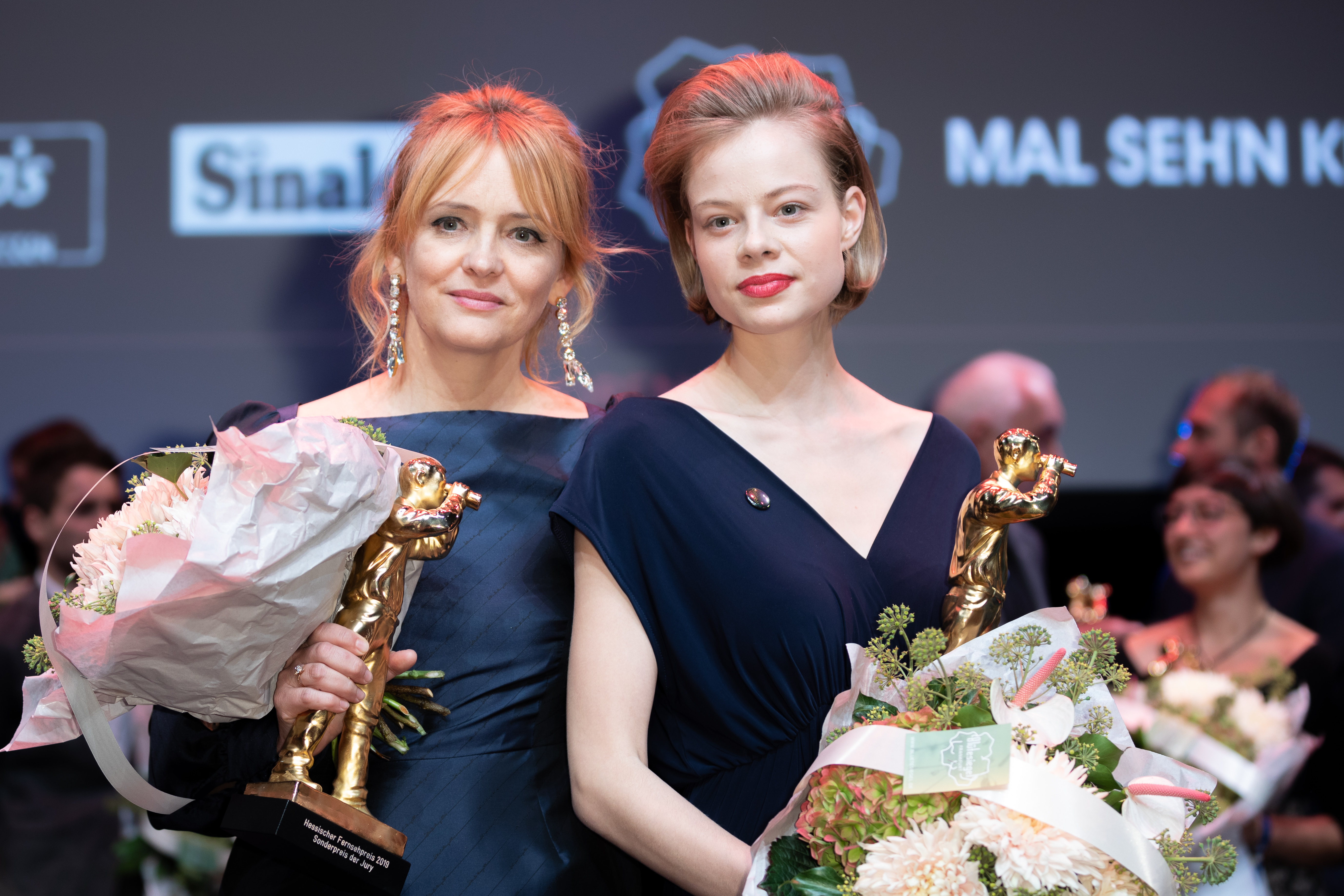
Bading e Laura Tonke no Hessian TV Prize 2019.

1. Melhor Jovem Atriz por Lucky Loser - Ein Sommer in der Bredouille.

Festival de Cinema de Munique 2017
1. Melhor Jovem Atriz por Lucky Loser - Ein Sommer in der Bredouille.